# Decet quam maxime

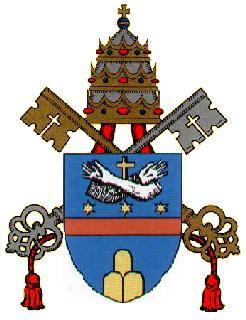
Wappen Papst Clemens’ XIV.

Decet quam maxime (deutsch Es ist besonders angemessen) ist der Titel einer Enzyklika von Papst Clemens XIV. Mit seinem ersten apostolischen Schreiben wandte sich der Papst am 12. September 1769 an die Bischöfe des Königreichs Sardinien. Die Enzyklika trägt den Untertitel „Über den Missbrauch von Steuern und Abgaben“. Clemens XIV. verurteilte hierin den angestiegenen Missbrauch der Steuern und Abgaben, die an die Bischöfe geleistet wurden.

## Exhortatio
In seiner Exhortatio ermahnte er die Bischöfe, die Gelder zweckmäßig einzusetzen, und erinnerte an die Bestimmungen des Konzils von Trient. Er untersagte den Bischöfen, zusätzliche Abgaben einzufordern und Gelder für Ablassbriefe zu verlangen. Es wäre deshalb für kirchliche Würdenträger „besonders angemessen“, sich von jedem Verdacht des Missbrauchs zu befreien und jegliche Habgier zu vermeiden. Der Papst forderte des Weiteren die Bischöfe auf, die Bestimmungen seiner Vorgänger in die Praxis umzusetzen.